# نپناک (نیویورک)
نپناک (به انگلیسی: Napanoch) یک منطقهٔ مسکونی در ایالات متحده آمریکا است که در شهرستان اولستر، نیویورک واقع شده‌است. نپناک ۳٫۲ کیلومتر مربع مساحت و ۱٬۱۷۴ نفر جمعیت دارد و ۹۵ متر بالاتر از سطح دریا واقع شده‌است.